# آمریکای میانی
آمریکای میانی (به انگلیسی: Middle America) منطقه‌ای در عرض‌های جغرافیایی میانی قاره آمریکا است. این منطقه معمولاً مکزیک، کشورهای آمریکای مرکزی و کارائیب را در جنوب آمریکای شمالی و کلمبیا و ونزوئلا در شمال آمریکای جنوبی را شامل می‌شود. گاهی به صورت موردی در برخی تعریف‌ها کارائیب در این منطقه جای نمی‌گیرد و گویان‌ها نیز اغلب در تعریف این منطقه جای دارند.